# Interlands Sloveens voetbalelftal 2010-2019
Deze pagina toont een chronologisch en gedetailleerd overzicht van de interlands die het Sloveens voetbalelftal speelde in de periode 2010 – 2019.

## Interlands

### 2010
|                                                              |                                                                          |       |                 |                                                                                       |
| 3 maart Vriendschappelijk № 158 «onderlinge duels» 19:45 uur | Slovenië                                                                 | 4 – 1 | Qatar           | Ljudski vrt-stadion, Maribor Toeschouwers: 5.500 Scheidsrechter: Pol van Boekel (NED) |
| 3 maart Vriendschappelijk № 158 «onderlinge duels» 19:45 uur | Milivoje Novakovič 14' Boštjan Cesar 30' Andraž Kirm 34' Bojan Jokić 67' |       | 41' Fábio César | Ljudski vrt-stadion, Maribor Toeschouwers: 5.500 Scheidsrechter: Pol van Boekel (NED) |

|                                                             |                                                              |       |                 |                                                                                          |
| 4 juni Vriendschappelijk № 159 «onderlinge duels» 19:45 uur | Slovenië                                                     | 3 – 1 | Nieuw-Zeeland   | Ljudski vrt-stadion, Maribor Toeschouwers: 10.965 Scheidsrechter: Anastasios Kakos (GRE) |
| 4 juni Vriendschappelijk № 159 «onderlinge duels» 19:45 uur | Milivoje Novakovič 7' Milivoje Novakovič 30' Andraž Kirm 44' |       | 20' Rory Fallon | Ljudski vrt-stadion, Maribor Toeschouwers: 10.965 Scheidsrechter: Anastasios Kakos (GRE) |

| WK voetbal 2010 |
| --------------- |

|                                                                 |          |           |                  |                                                                                         |
| 13 juni WK-eindronde Groep C № 160 «onderlinge duels» 13:30 uur | Algerije | 0 – 1     | Slovenië         | Peter Mokabastadion, Polokwane Toeschouwers: 30.325 Scheidsrechter: Carlos Batres (GUA) |
| 13 juni WK-eindronde Groep C № 160 «onderlinge duels» 13:30 uur |          | (details) | 79' Robert Koren | Peter Mokabastadion, Polokwane Toeschouwers: 30.325 Scheidsrechter: Carlos Batres (GUA) |

|                                                                 |                                         |           |                                        |                                                                                    |
| 18 juni WK-eindronde Groep C № 161 «onderlinge duels» 16:00 uur | Slovenië                                | 2 – 2     | Verenigde Staten                       | Ellispark, Johannesburg Toeschouwers: 45.573 Scheidsrechter: Koman Coulibaly (MLI) |
| 18 juni WK-eindronde Groep C № 161 «onderlinge duels» 16:00 uur | Valter Birsa 13' Zlatan Ljubijankič 42' | (details) | 48' Landon Donovan 82' Michael Bradley | Ellispark, Johannesburg Toeschouwers: 45.573 Scheidsrechter: Koman Coulibaly (MLI) |

|                                                                 |          |           |                   | |
| 23 juni WK-eindronde Groep C № 162 «onderlinge duels» 16:00 uur | Slovenië | 0 – 1     | Engeland          | Nelson Mandelabaaistadion, Port Elizabeth Toeschouwers: 36.893 Scheidsrechter: Wolfgang Stark (GER) |
| 23 juni WK-eindronde Groep C № 162 «onderlinge duels» 16:00 uur |          | (details) | 23' Jermain Defoe | Nelson Mandelabaaistadion, Port Elizabeth Toeschouwers: 36.893 Scheidsrechter: Wolfgang Stark (GER) |

|  |  |  |  |  |  |  |  |  |

|                                                                  |                                         |       |           |                                                                                        |
| 11 augustus Vriendschappelijk № 163 «onderlinge duels» 19:45 uur | Slovenië                                | 2 – 0 | Australië | Stožicestadion, Ljubljana Toeschouwers: 16.135 Scheidsrechter: Paolo Tagliavento (ITA) |
| 11 augustus Vriendschappelijk № 163 «onderlinge duels» 19:45 uur | Zlatko Dedič 78' Zlatan Ljubijankič 90' |       |           | Stožicestadion, Ljubljana Toeschouwers: 16.135 Scheidsrechter: Paolo Tagliavento (ITA) |

|                                                                        |          |                 |               |                                                                                     |
| 3 september EK-kwalificatie Groep C № 164 «onderlinge duels» 19:45 uur | Slovenië | 0 – 1           | Noord-Ierland | Ljudski vrt-stadion, Maribor Toeschouwers: 12.000 Scheidsrechter: Pavel Balaj (ROM) |
| 3 september EK-kwalificatie Groep C № 164 «onderlinge duels» 19:45 uur |          | 70' Corry Evans |               | Ljudski vrt-stadion, Maribor Toeschouwers: 12.000 Scheidsrechter: Pavel Balaj (ROM) |

|                                                                        |                  |       |                        |                                                                                            |
| 7 september EK-kwalificatie Groep C № 165 «onderlinge duels» 19:30 uur | Servië           | 1 – 1 | Slovenië               | Rode Sterstadion, Belgrado Toeschouwers: 20.000 Scheidsrechter: Olegário Benquerença (POR) |
| 7 september EK-kwalificatie Groep C № 165 «onderlinge duels» 19:30 uur | Nikola Žigić 86' |       | 63' Milivoje Novakovič | Rode Sterstadion, Belgrado Toeschouwers: 20.000 Scheidsrechter: Olegário Benquerença (POR) |

|                                                                      |                                                                                             |       |                         |                                                                                        |
| 8 oktober EK-kwalificatie Groep C № 166 «onderlinge duels» 19:45 uur | Slovenië                                                                                    | 5 – 1 | Faeröer                 | Stožicestadion, Ljubljana Toeschouwers: 15.750 Scheidsrechter: Stanislav Todorov (BUL) |
| 8 oktober EK-kwalificatie Groep C № 166 «onderlinge duels» 19:45 uur | Tim Matavž 25' Tim Matavž 36' Tim Matavž 65' Milivoje Novakovič 72' (pen.) Zlatko Dedič 84' |       | 90' Christian Mouritsen | Stožicestadion, Ljubljana Toeschouwers: 15.750 Scheidsrechter: Stanislav Todorov (BUL) |

|                                                                       |         |                              |          |                                                                                   |
| 12 oktober EK-kwalificatie Groep C № 167 «onderlinge duels» 19:30 uur | Estland | 0 – 1                        | Slovenië | A. Le Coq Arena, Tallinn Toeschouwers: 5.722 Scheidsrechter: Tommy Skjerven (NOR) |
| 12 oktober EK-kwalificatie Groep C № 167 «onderlinge duels» 19:30 uur |         | 65' (e.d.) Andrei Sidorenkov |          | A. Le Coq Arena, Tallinn Toeschouwers: 5.722 Scheidsrechter: Tommy Skjerven (NOR) |

|                                                                  |                   |       |                                           |                                                                              |
| 17 november Vriendschappelijk № 168 «onderlinge duels» 20:45 uur | Slovenië          | 1 – 2 | Georgië                                   | Bonifikastadion, Koper Toeschouwers: 4.000 Scheidsrechter: Mark Whitby (WAL) |
| 17 november Vriendschappelijk № 168 «onderlinge duels» 20:45 uur | Boštjan Cesar 51' |       | 67' Aleksander Goeroeli 68' Jano Ananidze | Bonifikastadion, Koper Toeschouwers: 4.000 Scheidsrechter: Mark Whitby (WAL) |

### 2011
|                                                                 |                 |       |                                                |                                                                                          |
| 9 februari Vriendschappelijk № 169 «onderlinge duels» 19:00 uur | Albanië         | 1 – 2 | Slovenië                                       | Qemal Stafastadion, Tirana Toeschouwers: 5.800 Scheidsrechter: Mihalis Koukoulakis (GRE) |
| 9 februari Vriendschappelijk № 169 «onderlinge duels» 19:00 uur | Ervin Bulku 62' |       | 25' Milivoje Novakovič 90' (pen.) Zlatko Dedič | Qemal Stafastadion, Tirana Toeschouwers: 5.800 Scheidsrechter: Mihalis Koukoulakis (GRE) |

|                                                                     |          |                  |        |                                                                                  |
| 25 maart EK-kwalificatie Groep C № 170 «onderlinge duels» 19:45 uur | Slovenië | 0 – 1            | Italië | Stožicestadion, Ljubljana Toeschouwers: 16.000 Scheidsrechter: Felix Brych (GER) |
| 25 maart EK-kwalificatie Groep C № 170 «onderlinge duels» 19:45 uur |          | 73' Thiago Motta |        | Stožicestadion, Ljubljana Toeschouwers: 16.000 Scheidsrechter: Felix Brych (GER) |

|                                                                     |               |       |          |                                                                                |
| 29 maart EK-kwalificatie Groep C № 171 «onderlinge duels» 19:45 uur | Noord-Ierland | 0 – 0 | Slovenië | Windsor Park, Belfast Toeschouwers: 14.200 Scheidsrechter: Björn Kuipers (NED) |
| 29 maart EK-kwalificatie Groep C № 171 «onderlinge duels» 19:45 uur |               |       |          | Windsor Park, Belfast Toeschouwers: 14.200 Scheidsrechter: Björn Kuipers (NED) |

|                                                                   |         |                                             |          |                                                                            |
| 3 juni EK-kwalificatie Groep C № 172 «onderlinge duels» 18:30 uur | Faeröer | 0 – 2                                       | Slovenië | Svangaskarð, Toftir Toeschouwers: 974 Scheidsrechter: Oliver Drachta (AUT) |
| 3 juni EK-kwalificatie Groep C № 172 «onderlinge duels» 18:30 uur |         | 29' Tim Matavž 47' (e.d.) Rógvi Baldvinsson |          | Svangaskarð, Toftir Toeschouwers: 974 Scheidsrechter: Oliver Drachta (AUT) |

|                                                                  |          |       |        |                                                                                 |
| 10 augustus Vriendschappelijk № 173 «onderlinge duels» 19:45 uur | Slovenië | 0 – 0 | België | Arena Petrol, Celje Toeschouwers: 12.230 Scheidsrechter: Marijo Strahonja (CRO) |
| 10 augustus Vriendschappelijk № 173 «onderlinge duels» 19:45 uur |          |       |        | Arena Petrol, Celje Toeschouwers: 12.230 Scheidsrechter: Marijo Strahonja (CRO) |

|                                                                        |                |       |                                               |                                                                                     |
| 2 september EK-kwalificatie Groep C № 174 «onderlinge duels» 19:45 uur | Slovenië       | 1 – 2 | Estland                                       | Stožicestadion, Ljubljana Toeschouwers: 15.480 Scheidsrechter: Stéphan Studer (SUI) |
| 2 september EK-kwalificatie Groep C № 174 «onderlinge duels» 19:45 uur | Tim Matavž 78' |       | 29' (pen.) Konstantin Vassiljev 81' Ats Purje | Stožicestadion, Ljubljana Toeschouwers: 15.480 Scheidsrechter: Stéphan Studer (SUI) |

|                                                                        |                       |       |          |                                                                                      |
| 6 september EK-kwalificatie Groep C № 175 «onderlinge duels» 19:45 uur | Italië                | 1 – 0 | Slovenië | Stadio Artemio Franchi, Firenze Toeschouwers: 8.000 Scheidsrechter: Svein Moen (NOR) |
| 6 september EK-kwalificatie Groep C № 175 «onderlinge duels» 19:45 uur | Giampaolo Pazzini 85' |       |          | Stadio Artemio Franchi, Firenze Toeschouwers: 8.000 Scheidsrechter: Svein Moen (NOR) |

|                                                                       |                |       |        |                                                                                           |
| 11 oktober EK-kwalificatie Groep C № 176 «onderlinge duels» 19:45 uur | Slovenië       | 1 – 0 | Servië | Ljudski vrt-stadion, Maribor Toeschouwers: 9.848 Scheidsrechter: Frank De Bleeckere (BEL) |
| 11 oktober EK-kwalificatie Groep C № 176 «onderlinge duels» 19:45 uur | Dare Vršič 45' |       |        | Ljudski vrt-stadion, Maribor Toeschouwers: 9.848 Scheidsrechter: Frank De Bleeckere (BEL) |

|                                                                  |                               |       |                                                            |                                                                                          |
| 15 november Vriendschappelijk № 177 «onderlinge duels» 17:15 uur | Slovenië                      | 2 – 3 | Verenigde Staten                                           | Stožicestadion, Ljubljana Toeschouwers: 8.140 Scheidsrechter: Robert Schörgenhofer (AUT) |
| 15 november Vriendschappelijk № 177 «onderlinge duels» 17:15 uur | Tim Matavž 26' Tim Matavž 60' |       | 9' Edson Buddle 40' Clint Dempsey 43' (pen.) Jozy Altidore | Stožicestadion, Ljubljana Toeschouwers: 8.140 Scheidsrechter: Robert Schörgenhofer (AUT) |

### 2012
|                                                                  |                 |       |                      |                                                                                     |
| 29 februari Vriendschappelijk № 178 «onderlinge duels» 19:45 uur | Slovenië        | 1 – 1 | Schotland            | Bonifikastadion, Koper Toeschouwers: 4.000 Scheidsrechter: Aleksandar Stavrev (MKD) |
| 29 februari Vriendschappelijk № 178 «onderlinge duels» 19:45 uur | Andraž Kirm 33' |       | 39' Christophe Berra | Bonifikastadion, Koper Toeschouwers: 4.000 Scheidsrechter: Aleksandar Stavrev (MKD) |

|                                                             |                      |       |                   |                                                                                         |
| 26 mei Vriendschappelijk № 179 «onderlinge duels» 20:30 uur | Griekenland          | 1 – 1 | Slovenië          | Kufstein-Arena, Kufstein Toeschouwers: 2.000 Scheidsrechter: Robert Schörgenhofer (AUT) |
| 26 mei Vriendschappelijk № 179 «onderlinge duels» 20:30 uur | Vasilis Torosidis 8' |       | 87' Jasmin Kurtić | Kufstein-Arena, Kufstein Toeschouwers: 2.000 Scheidsrechter: Robert Schörgenhofer (AUT) |

|                                                                  |                                                                           |       |                                                            |                                                                                    |
| 15 augustus Vriendschappelijk № 180 «onderlinge duels» 20:45 uur | Slovenië                                                                  | 4 – 3 | Roemenië                                                   | Stožicestadion, Ljubljana Toeschouwers: 5.000 Scheidsrechter: Emir Alečković (BIH) |
| 15 augustus Vriendschappelijk № 180 «onderlinge duels» 20:45 uur | Boštjan Cesar 4' Zlatko Dedič 51' (pen.) Zlatko Dedič 60' Andraž Kirm 70' |       | 56' Paul Papp 68' (pen.) Gabriel Torje 80' Gheorghe Grozav | Stožicestadion, Ljubljana Toeschouwers: 5.000 Scheidsrechter: Emir Alečković (BIH) |

|                                                                        |          |                                   |             |                                                                                        |
| 7 september WK-kwalificatie Groep E № 181 «onderlinge duels» 20:30 uur | Slovenië | 0 – 2                             | Zwitserland | Stožicestadion, Ljubljana Toeschouwers: 13.213 Scheidsrechter: Paolo Tagliavento (ITA) |
| 7 september WK-kwalificatie Groep E № 181 «onderlinge duels» 20:30 uur |          | 20' Granit Xhaka 51' Gökhan Inler |             | Stožicestadion, Ljubljana Toeschouwers: 13.213 Scheidsrechter: Paolo Tagliavento (ITA) |

|                                                                         |                                                   |       |                 |                                                                                |
| 11 september WK-kwalificatie Groep E № 182 «onderlinge duels» 20:00 uur | Noorwegen                                         | 2 – 1 | Slovenië        | Ullevaalstadion, Oslo Toeschouwers: 11.168 Scheidsrechter: Firat Aydinus (TUR) |
| 11 september WK-kwalificatie Groep E № 182 «onderlinge duels» 20:00 uur | Markus Henriksen 26' John Arne Riise 90+4' (pen.) |       | 16' Marko Šuler | Ullevaalstadion, Oslo Toeschouwers: 11.168 Scheidsrechter: Firat Aydinus (TUR) |

|                                                                       |                               |       |                          |                                                                                      |
| 12 oktober WK-kwalificatie Groep E № 183 «onderlinge duels» 19:45 uur | Slovenië                      | 2 – 1 | Cyprus                   | Ljudski vrt-stadion, Maribor Toeschouwers: 7.988 Scheidsrechter: Ivan Kružliak (SVK) |
| 12 oktober WK-kwalificatie Groep E № 183 «onderlinge duels» 19:45 uur | Tim Matavž 38' Tim Matavž 61' |       | 83' Eustathios Aloneftis | Ljudski vrt-stadion, Maribor Toeschouwers: 7.988 Scheidsrechter: Ivan Kružliak (SVK) |

|                                                                       |                 |       |          |                                                                                      |
| 16 oktober WK-kwalificatie Groep E № 184 «onderlinge duels» 19:45 uur | Albanië         | 1 – 0 | Slovenië | Qemal Stafastadion, Tirana Toeschouwers: 10.000 Scheidsrechter: Martin Hansson (SWE) |
| 16 oktober WK-kwalificatie Groep E № 184 «onderlinge duels» 19:45 uur | Odise Roshi 36' |       |          | Qemal Stafastadion, Tirana Toeschouwers: 10.000 Scheidsrechter: Martin Hansson (SWE) |

|                                                                  |                                                      |       |                                 |                                                                                 |
| 14 november Vriendschappelijk № 185 «onderlinge duels» 17:00 uur | Macedonië                                            | 3 – 2 | Slovenië                        | Philip II Arena, Skopje Toeschouwers: 3.000 Scheidsrechter: Danilo Grujić (SRB) |
| 14 november Vriendschappelijk № 185 «onderlinge duels» 17:00 uur | Darko Tasevski 26' Adis Jahović 41' Agim Ibraimi 51' |       | 49' Nejc Pečnik 63' Nejc Pečnik | Philip II Arena, Skopje Toeschouwers: 3.000 Scheidsrechter: Danilo Grujić (SRB) |

### 2013
|                                                                 |          |                                                         |                       |                                                                                     |
| 6 februari Vriendschappelijk № 186 «onderlinge duels» 18:00 uur | Slovenië | 0 – 3                                                   | Bosnië en Herzegovina | Stožicestadion, Ljubljana Toeschouwers: 16.000 Scheidsrechter: Pavel Královec (CZE) |
| 6 februari Vriendschappelijk № 186 «onderlinge duels» 18:00 uur |          | 33' Vedad Ibišević 42' Miralem Pjanić 80' Muamer Svraka |                       | Stožicestadion, Ljubljana Toeschouwers: 16.000 Scheidsrechter: Pavel Královec (CZE) |

|                                                                     |                        |       |                                           |                                                                                       |
| 22 maart WK-kwalificatie Groep E № 187 «onderlinge duels» 18:00 uur | Slovenië               | 1 – 2 | IJsland                                   | Stožicestadion, Ljubljana Toeschouwers: 6.000 Scheidsrechter: Stavros Tritsonis (GRE) |
| 22 maart WK-kwalificatie Groep E № 187 «onderlinge duels» 18:00 uur | Milivoje Novakovič 34' |       | 55' Gylfi Sigurðsson 78' Gylfi Sigurðsson | Stožicestadion, Ljubljana Toeschouwers: 6.000 Scheidsrechter: Stavros Tritsonis (GRE) |

|                                                             |                                       |       |         |                                                                               |
| 31 mei Vriendschappelijk № 188 «onderlinge duels» 19:00 uur | Slovenië                              | 2 – 0 | Turkije | SchücoArena, Bielefeld Toeschouwers: 16.000 Scheidsrechter: Marco Fritz (GER) |
| 31 mei Vriendschappelijk № 188 «onderlinge duels» 19:00 uur | Milivoje Novakovič 11' Tim Matavž 65' |       |         | SchücoArena, Bielefeld Toeschouwers: 16.000 Scheidsrechter: Marco Fritz (GER) |

|                                                                   |                                                    |       |                                                                          |                                                                                    |
| 7 juni WK-kwalificatie Groep E № 189 «onderlinge duels» 21:00 uur | IJsland                                            | 2 – 4 | Slovenië                                                                 | Laugardalsvöllur, Reykjavik Toeschouwers: 9.202 Scheidsrechter: Felix Zwayer (GER) |
| 7 juni WK-kwalificatie Groep E № 189 «onderlinge duels» 21:00 uur | Birkir Bjarnason 22' Alfreð Finnbogason 26' (pen.) |       | 11' Andraž Kirm 31' (pen.) Valter Birsa 61' Boštjan Cesar 85' Rene Krhin | Laugardalsvöllur, Reykjavik Toeschouwers: 9.202 Scheidsrechter: Felix Zwayer (GER) |

|                                                                  |                                            |       |          |                                                                                 |
| 14 augustus Vriendschappelijk № 190 «onderlinge duels» 18:00 uur | Finland                                    | 2 – 0 | Slovenië | Veritasstadion, Turku Toeschouwers: 6.500 Scheidsrechter: Simon Lee Evans (WAL) |
| 14 augustus Vriendschappelijk № 190 «onderlinge duels» 18:00 uur | Niklas Moisander 35' Kasper Hämäläinen 82' |       |          | Veritasstadion, Turku Toeschouwers: 6.500 Scheidsrechter: Simon Lee Evans (WAL) |

|                                                                        |                 |       |         |                                                                                 |
| 6 september WK-kwalificatie Groep E № 191 «onderlinge duels» 20:00 uur | Slovenië        | 1 – 0 | Albanië | Stožicestadion, Ljubljana Toeschouwers: 13.843 Scheidsrechter: István Vad (HUN) |
| 6 september WK-kwalificatie Groep E № 191 «onderlinge duels» 20:00 uur | Kevin Kampl 19' |       |         | Stožicestadion, Ljubljana Toeschouwers: 13.843 Scheidsrechter: István Vad (HUN) |

|                                                                         |        |                                         |          |                                                                           |
| 10 september WK-kwalificatie Groep E № 192 «onderlinge duels» 20:30 uur | Cyprus | 0 – 2                                   | Slovenië | GSP-stadion, Nicosia Toeschouwers: 714 Scheidsrechter: Ruddy Buquet (FRA) |
| 10 september WK-kwalificatie Groep E № 192 «onderlinge duels» 20:30 uur |        | 12' Milivoje Novakovič 80' Josip Iličić |          | GSP-stadion, Nicosia Toeschouwers: 714 Scheidsrechter: Ruddy Buquet (FRA) |

|                                                                       |                                                                      |       |           |                                                                                        |
| 11 oktober WK-kwalificatie Groep E № 193 «onderlinge duels» 20:45 uur | Slovenië                                                             | 3 – 0 | Noorwegen | Ljudski vrt-stadion, Maribor Toeschouwers: 10.890 Scheidsrechter: Carlos Velasco (ESP) |
| 11 oktober WK-kwalificatie Groep E № 193 «onderlinge duels» 20:45 uur | Milivoje Novakovič 13' Milivoje Novakovič 15' Milivoje Novakovič 49' |       |           | Ljudski vrt-stadion, Maribor Toeschouwers: 10.890 Scheidsrechter: Carlos Velasco (ESP) |

|                                                                       |                  |       |          |                                                                                |
| 15 oktober WK-kwalificatie Groep E № 194 «onderlinge duels» 20:00 uur | Zwitserland      | 1 – 0 | Slovenië | Stade de Suisse, Bern Toeschouwers: 22.014 Scheidsrechter: Björn Kuipers (NED) |
| 15 oktober WK-kwalificatie Groep E № 194 «onderlinge duels» 20:00 uur | Granit Xhaka 73' |       |          | Stade de Suisse, Bern Toeschouwers: 22.014 Scheidsrechter: Björn Kuipers (NED) |

|                                                                  |                  |       |        |                                                                             |
| 19 november Vriendschappelijk № 195 «onderlinge duels» 20:00 uur | Slovenië         | 1 – 0 | Canada | Arena Petrol, Celje Toeschouwers: 2.500 Scheidsrechter: Hüseyin Göçek (TUR) |
| 19 november Vriendschappelijk № 195 «onderlinge duels» 20:00 uur | Valter Birsa 52' |       |        | Arena Petrol, Celje Toeschouwers: 2.500 Scheidsrechter: Hüseyin Göçek (TUR) |

### 2014
|                                                              |                                       |       |          |                                                                                      |
| 5 maart Vriendschappelijk № 196 «onderlinge duels» 18:00 uur | Algerije                              | 2 – 0 | Slovenië | Stade Mustapha Tchaker, Blida Toeschouwers: 16.000 Scheidsrechter: Sidi Alioum (CMR) |
| 5 maart Vriendschappelijk № 196 «onderlinge duels» 18:00 uur | El Arbi Soudani 45' Saphir Taïder 56' |       |          | Stade Mustapha Tchaker, Blida Toeschouwers: 16.000 Scheidsrechter: Sidi Alioum (CMR) |

|                                                             |                                         |       |          |                                                                                               |
| 4 juni Vriendschappelijk № 197 «onderlinge duels» 20:30 uur | Uruguay                                 | 2 – 0 | Slovenië | Estadio Centenario, Montevideo Toeschouwers: 55.000 Scheidsrechter: Juan Carlos Loustau (ARG) |
| 4 juni Vriendschappelijk № 197 «onderlinge duels» 20:30 uur | Edinson Cavani 37' Christian Stuani 76' |       |          | Estadio Centenario, Montevideo Toeschouwers: 55.000 Scheidsrechter: Juan Carlos Loustau (ARG) |

|                                                             |                                      |       |          |                                                                                   |
| 7 juni Vriendschappelijk № 198 «onderlinge duels» 19:45 uur | Argentinië                           | 2 – 0 | Slovenië | Estadio Único, La Plata Toeschouwers: 52.000 Scheidsrechter: Martín Vázquez (URU) |
| 7 juni Vriendschappelijk № 198 «onderlinge duels» 19:45 uur | Ricardo Álvarez 12' Lionel Messi 76' |       |          | Estadio Único, La Plata Toeschouwers: 52.000 Scheidsrechter: Martín Vázquez (URU) |

|                                                                        |               |       |          |                                                                                     |
| 8 september EK-kwalificatie Groep E № 199 «onderlinge duels» 20:45 uur | Estland       | 1 – 0 | Slovenië | A. Le Coq Arena, Tallinn Toeschouwers: 6.561 Scheidsrechter: Szymon Marciniak (POL) |
| 8 september EK-kwalificatie Groep E № 199 «onderlinge duels» 20:45 uur | Ats Purje 86' |       |          | A. Le Coq Arena, Tallinn Toeschouwers: 6.561 Scheidsrechter: Szymon Marciniak (POL) |

|                                                                      |                               |       |             |                                                                                       |
| 9 oktober EK-kwalificatie Groep E № 200 «onderlinge duels» 20:45 uur | Slovenië                      | 1 – 0 | Zwitserland | Ljudski vrt-stadion, Maribor Toeschouwers: 8.500 Scheidsrechter: Wolfgang Stark (GER) |
| 9 oktober EK-kwalificatie Groep E № 200 «onderlinge duels» 20:45 uur | Milivoje Novakovič 79' (pen.) |       |             | Ljudski vrt-stadion, Maribor Toeschouwers: 8.500 Scheidsrechter: Wolfgang Stark (GER) |

|                                                                       |          |                                               |          |                                                                                    |
| 12 oktober EK-kwalificatie Groep E № 201 «onderlinge duels» 20:45 uur | Litouwen | 0 – 2                                         | Slovenië | LFF-stadion, Vilnius Toeschouwers: 4.500 Scheidsrechter: Mihalis Koukoulakis (GRE) |
| 12 oktober EK-kwalificatie Groep E № 201 «onderlinge duels» 20:45 uur |          | 33' Milivoje Novakovič 37' Milivoje Novakovič |          | LFF-stadion, Vilnius Toeschouwers: 4.500 Scheidsrechter: Mihalis Koukoulakis (GRE) |

|                                                                        |                                                             |       |                             |                                                                                         |
| 15 november EK-kwalificatie Groep E № 202 «onderlinge duels» 18:00 uur | Engeland                                                    | 3 – 1 | Slovenië                    | Wembley Stadium, Londen Toeschouwers: 82.305 Scheidsrechter: Olegário Benquerença (POR) |
| 15 november EK-kwalificatie Groep E № 202 «onderlinge duels» 18:00 uur | Wayne Rooney 59' (pen.) Danny Welbeck 66' Danny Welbeck 72' |       | 58' (e.d.) Jordan Henderson | Wembley Stadium, Londen Toeschouwers: 82.305 Scheidsrechter: Olegário Benquerença (POR) |

|                                                                  |          |                  |          |                                                                                     |
| 18 november Vriendschappelijk № 203 «onderlinge duels» 18:00 uur | Slovenië | 0 – 1            | Colombia | Stožicestadion, Ljubljana Toeschouwers: 15.230 Scheidsrechter: Pappas Andreas (GRE) |
| 18 november Vriendschappelijk № 203 «onderlinge duels» 18:00 uur |          | 43' Adrián Ramos |          | Stožicestadion, Ljubljana Toeschouwers: 15.230 Scheidsrechter: Pappas Andreas (GRE) |

### 2015
|                                                           | |       |            |                                                                                    |
| 27 maart EK-kwalificatie Groep E № 204 «onderlinge duels» | Slovenië | 6 – 0 | San Marino | Stožicestadion, Ljubljana Toeschouwers: 8.325 Scheidsrechter: Oliver Drachta (AUT) |
| 27 maart EK-kwalificatie Groep E № 204 «onderlinge duels» | Josip Iličić 10' Kevin Kampl 49' Andraž Struna 50' Milivoje Novakovič 52' Dejan Lazarević 73' Branko Ilić 88' |       |            | Stožicestadion, Ljubljana Toeschouwers: 8.325 Scheidsrechter: Oliver Drachta (AUT) |

|                                                     |                         |       |          |                                                                                    |
| 30 maart Vriendschappelijk № 205 «onderlinge duels» | Qatar                   | 1 – 0 | Slovenië | Jassim Bin Hamadstadion, Doha Toeschouwers: 200 Scheidsrechter: Kim Sang-woo (KOR) |
| 30 maart Vriendschappelijk № 205 «onderlinge duels» | Abdelkarim Fadlalla 46' |       |          | Jassim Bin Hamadstadion, Doha Toeschouwers: 200 Scheidsrechter: Kim Sang-woo (KOR) |

|                                                          |                                        |       |                                                      |                                                                                               |
| 14 juni EK-kwalificatie Groep E № 206 «onderlinge duels» | Slovenië                               | 2 – 3 | Engeland                                             | Stožicestadion, Ljubljana Toeschouwers: 15.700 Scheidsrechter: Alberto Undiano Mallenco (ESP) |
| 14 juni EK-kwalificatie Groep E № 206 «onderlinge duels» | Milivoje Novakovič 37' Nejc Pečnik 84' |       | 57' Jack Wilshere 73' Jack Wilshere 86' Wayne Rooney | Stožicestadion, Ljubljana Toeschouwers: 15.700 Scheidsrechter: Alberto Undiano Mallenco (ESP) |

|                                                                        |                                                        |       |                                          |                                                                                 |
| 5 september EK-kwalificatie Groep E № 207 «onderlinge duels» 20:45 uur | Zwitserland                                            | 3 – 2 | Slovenië                                 | St. Jakob-Park, Bazel Toeschouwers: 25.750 Scheidsrechter: Pavel Královec (CZE) |
| 5 september EK-kwalificatie Groep E № 207 «onderlinge duels» 20:45 uur | Josip Drmić 80' Valentin Stocker 84' Josip Drmić 90+4' |       | 45' Milivoje Novakovič 48' Boštjan Cesar | St. Jakob-Park, Bazel Toeschouwers: 25.750 Scheidsrechter: Pavel Královec (CZE) |

|                                                                        |                  |       |         |                                                                                                |
| 8 september EK-kwalificatie Groep E № 208 «onderlinge duels» 20:45 uur | Slovenië         | 1 – 0 | Estland | Ljudski vrt-stadion, Maribor Toeschouwers: 6.068 Scheidsrechter: Anastasios Sidiropoulos (GRE) |
| 8 september EK-kwalificatie Groep E № 208 «onderlinge duels» 20:45 uur | Robert Berić 63' |       |         | Ljudski vrt-stadion, Maribor Toeschouwers: 6.068 Scheidsrechter: Anastasios Sidiropoulos (GRE) |

|                                                                      |                    |       |                              |                                                                                    |
| 9 oktober EK-kwalificatie Groep E № 209 «onderlinge duels» 20:45 uur | Slovenië           | 1 – 1 | Litouwen                     | Stožicestadion, Ljubljana Toeschouwers: 10.400 Scheidsrechter: Björn Kuipers (NED) |
| 9 oktober EK-kwalificatie Groep E № 209 «onderlinge duels» 20:45 uur | Valter Birsa 45+1' |       | 79' (pen.) Arvydas Novikovas | Stožicestadion, Ljubljana Toeschouwers: 10.400 Scheidsrechter: Björn Kuipers (NED) |

|                                                                       |            |                                   |          |                                                                                        |
| 12 oktober EK-kwalificatie Groep E № 210 «onderlinge duels» 20:45 uur | San Marino | 0 – 2                             | Slovenië | Stadio Olimpico, Serravalle Toeschouwers: 781 Scheidsrechter: Aleksandar Stavrev (MKD) |
| 12 oktober EK-kwalificatie Groep E № 210 «onderlinge duels» 20:45 uur |            | 54' Boštjan Cesar 74' Nejc Pečnik |          | Stadio Olimpico, Serravalle Toeschouwers: 781 Scheidsrechter: Aleksandar Stavrev (MKD) |

|                                                                  |                                            |       |          |                                                                            |
| 14 november Vriendschappelijk № 211 «onderlinge duels» 20:45 uur | Oekraïne                                   | 2 – 0 | Slovenië | Arena Lviv, Lviv Toeschouwers: 35.000 Scheidsrechter: Jonas Eriksson (SWE) |
| 14 november Vriendschappelijk № 211 «onderlinge duels» 20:45 uur | Andrij Jarmolenko 22' Jevhen Seleznjov 54' |       |          | Arena Lviv, Lviv Toeschouwers: 35.000 Scheidsrechter: Jonas Eriksson (SWE) |

|                                                                  |                   |       |                         |                                                                                      |
| 17 november Vriendschappelijk № 212 «onderlinge duels» 20:45 uur | Slovenië          | 1 – 1 | Oekraïne                | Ljudski vrt-stadion, Maribor Toeschouwers: 12.500 Scheidsrechter: Cüneyt Çakır (TUR) |
| 17 november Vriendschappelijk № 212 «onderlinge duels» 20:45 uur | Boštjan Cesar 11' |       | 90+7' Andriy Yarmolenko | Ljudski vrt-stadion, Maribor Toeschouwers: 12.500 Scheidsrechter: Cüneyt Çakır (TUR) |

### 2016
|                                                               |                  |       |           |                                                                                |
| 23 maart Vriendschappelijk № 213 «onderlinge duels» 18:00 uur | Slovenië         | 1 – 0 | Macedonië | Bonifikastadion, Koper Toeschouwers: 3.000 Scheidsrechter: Milorad Mažić (SRB) |
| 23 maart Vriendschappelijk № 213 «onderlinge duels» 18:00 uur | Roman Bezjak 58' |       |           | Bonifikastadion, Koper Toeschouwers: 3.000 Scheidsrechter: Milorad Mažić (SRB) |

|                                                     |                      |       |          |                                                                                |
| 28 maart Vriendschappelijk № 214 «onderlinge duels» | Noord-Ierland        | 1 – 0 | Slovenië | Windsor Park, Belfast Toeschouwers: 13.500 Scheidsrechter: Kristo Tohver (EST) |
| 28 maart Vriendschappelijk № 214 «onderlinge duels» | Conor Washington 41' |       |          | Windsor Park, Belfast Toeschouwers: 13.500 Scheidsrechter: Kristo Tohver (EST) |

|                                                             |        |       |          |                                                                                |
| 30 mei Vriendschappelijk № 215 «onderlinge duels» 19:30 uur | Zweden | 0 – 0 | Slovenië | Swedbankstadion, Malmö Toeschouwers: 16.925 Scheidsrechter: Jakob Kehlet (DEN) |
| 30 mei Vriendschappelijk № 215 «onderlinge duels» 19:30 uur |        |       |          | Swedbankstadion, Malmö Toeschouwers: 16.925 Scheidsrechter: Jakob Kehlet (DEN) |

|                                                   |          |                 |         |                                                                                 |
| 5 juni Vriendschappelijk № 216 «onderlinge duels» | Slovenië | 0 – 1           | Turkije | Stožicestadion, Ljubljana Toeschouwers: 7.209 Scheidsrechter: Marco Guida (ITA) |
| 5 juni Vriendschappelijk № 216 «onderlinge duels» |          | 5' Burak Yılmaz |         | Stožicestadion, Ljubljana Toeschouwers: 7.209 Scheidsrechter: Marco Guida (ITA) |

|                                                                        |                                        |       |                                    |                                                                                  |
| 4 september WK-kwalificatie Groep F № 217 «onderlinge duels» 18:00 uur | Litouwen                               | 2 – 2 | Slovenië                           | LFF-stadion, Vilnius Toeschouwers: 4.114 Scheidsrechter: Artur Soares Dias (POR) |
| 4 september WK-kwalificatie Groep F № 217 «onderlinge duels» 18:00 uur | Fiodor Černych 32' Vykintas Slivka 34' |       | 77' Rene Krhin 90+3' Boštjan Cesar | LFF-stadion, Vilnius Toeschouwers: 4.114 Scheidsrechter: Artur Soares Dias (POR) |

|                                                                      |                    |       |           |                                                                                     |
| 8 oktober WK-kwalificatie Groep F № 218 «onderlinge duels» 18:00 uur | Slovenië           | 1 – 0 | Slowakije | Stožicestadion, Ljubljana Toeschouwers: 10.492 Scheidsrechter: Nicola Rizzoli (ITA) |
| 8 oktober WK-kwalificatie Groep F № 218 «onderlinge duels» 18:00 uur | Rok Kronaveter 74' |       |           | Stožicestadion, Ljubljana Toeschouwers: 10.492 Scheidsrechter: Nicola Rizzoli (ITA) |

|                                                                       |          |       |          |                                                                                    |
| 11 oktober WK-kwalificatie Groep F № 219 «onderlinge duels» 20:45 uur | Slovenië | 0 – 0 | Engeland | Stožicestadion, Ljubljana Toeschouwers: 13.274 Scheidsrechter: Deniz Aytekin (GER) |
| 11 oktober WK-kwalificatie Groep F № 219 «onderlinge duels» 20:45 uur |          |       |          | Stožicestadion, Ljubljana Toeschouwers: 13.274 Scheidsrechter: Deniz Aytekin (GER) |

|                                                                        |       |                     |          |                                                                                      |
| 11 november WK-kwalificatie Groep F № 220 «onderlinge duels» 20:45 uur | Malta | 0 – 1               | Slovenië | Ta' Qalistadion, Ta' Qali Toeschouwers: 4.200 Scheidsrechter: Paweł Raczkowski (POL) |
| 11 november WK-kwalificatie Groep F № 220 «onderlinge duels» 20:45 uur |       | 47' Benjamin Verbič |          | Ta' Qalistadion, Ta' Qali Toeschouwers: 4.200 Scheidsrechter: Paweł Raczkowski (POL) |

|                                                                  |                       |       |                 |                                                                                   |
| 14 november Vriendschappelijk № 221 «onderlinge duels» 20:45 uur | Polen                 | 1 – 1 | Slovenië        | Stadion Miejski, Wrocław Toeschouwers: 40.119 Scheidsrechter: Björn Kuipers (NED) |
| 14 november Vriendschappelijk № 221 «onderlinge duels» 20:45 uur | Łukasz Teodorczyk 79' |       | 24' Miha Mevlja | Stadion Miejski, Wrocław Toeschouwers: 40.119 Scheidsrechter: Björn Kuipers (NED) |

### 2017
|                                                                 |               |       |          |                                                                      |
| 10 januari Vriendschappelijk № 222 «onderlinge duels» 17:00 uur | Saoedi-Arabië | 0 – 0 | Slovenië | Sjeik Zayidstadion, Abu Dhabi Scheidsrechter: Ammar Al-Junaibi (VAE) |
| 10 januari Vriendschappelijk № 222 «onderlinge duels» 17:00 uur |               |       |          | Sjeik Zayidstadion, Abu Dhabi Scheidsrechter: Ammar Al-Junaibi (VAE) |

|                                                                 |                                         |       |         |                                                                    |
| 13 januari Vriendschappelijk № 223 «onderlinge duels» 20:45 uur | Slovenië                                | 2 – 0 | Finland | Armed Forces Stadium, Abu Dhabi Scheidsrechter: Hamad Al-Ali (VAE) |
| 13 januari Vriendschappelijk № 223 «onderlinge duels» 20:45 uur | Rok Kronaveter 12' Gaber Dobrovoljc 48' |       |         | Armed Forces Stadium, Abu Dhabi Scheidsrechter: Hamad Al-Ali (VAE) |

|                                                                     |                  |       |          |                                                                                |
| 26 maart WK-kwalificatie Groep F № 224 «onderlinge duels» 20:45 uur | Schotland        | 1 – 0 | Slovenië | Hampden Park, Glasgow Toeschouwers: 30.000 Scheidsrechter: Björn Kuipers (NED) |
| 26 maart WK-kwalificatie Groep F № 224 «onderlinge duels» 20:45 uur | Chris Martin 88' |       |          | Hampden Park, Glasgow Toeschouwers: 30.000 Scheidsrechter: Björn Kuipers (NED) |

|                                                                    |                                           |       |       |                                                                                     |
| 10 juni WK-kwalificatie Groep F № 225 «onderlinge duels» 20:45 uur | Slovenië                                  | 2 – 0 | Malta | Stožicestadion, Ljubljana Toeschouwers: 7.839 Scheidsrechter: Simon Lee Evans (WAL) |
| 10 juni WK-kwalificatie Groep F № 225 «onderlinge duels» 20:45 uur | Josip Iličić 45+2' Milivoje Novakovič 84' |       |       | Stožicestadion, Ljubljana Toeschouwers: 7.839 Scheidsrechter: Simon Lee Evans (WAL) |

|                                                                        |                |       |          | |
| 1 september WK-kwalificatie Groep F № 226 «onderlinge duels» 20:45 uur | Slowakije      | 1 – 0 | Slovenië | Štadión Antona Malatinského, Trnava Toeschouwers: 16.896 Scheidsrechter: Antonio Mateu Lahoz (ESP) |
| 1 september WK-kwalificatie Groep F № 226 «onderlinge duels» 20:45 uur | Adam Nemec 81' |       |          | Štadión Antona Malatinského, Trnava Toeschouwers: 16.896 Scheidsrechter: Antonio Mateu Lahoz (ESP) |

|                                                                        |                                                                                      |       |          |                                                                                   |
| 4 september WK-kwalificatie Groep F № 227 «onderlinge duels» 20:45 uur | Slovenië                                                                             | 4 – 0 | Litouwen | Stožicestadion, Ljubljana Toeschouwers: 6.230 Scheidsrechter: István Kovács (ROM) |
| 4 september WK-kwalificatie Groep F № 227 «onderlinge duels» 20:45 uur | Josip Iličić 25' (pen.) Josip Iličić 61' (pen.) Benjamin Verbič 82' Valter Birsa 90' |       |          | Stožicestadion, Ljubljana Toeschouwers: 6.230 Scheidsrechter: István Kovács (ROM) |

|                                                                      |                  |       |          |                                                                                 |
| 5 oktober WK-kwalificatie Groep F № 228 «onderlinge duels» 20:45 uur | Engeland         | 1 – 0 | Slovenië | Wembley Stadium, Londen Toeschouwers: 61.598 Scheidsrechter: Felix Zwayer (GER) |
| 5 oktober WK-kwalificatie Groep F № 228 «onderlinge duels» 20:45 uur | Harry Kane 90+4' |       |          | Wembley Stadium, Londen Toeschouwers: 61.598 Scheidsrechter: Felix Zwayer (GER) |

|                                                                      |                                   |       |                                          |                                                                                     |
| 8 oktober WK-kwalificatie Groep F № 229 «onderlinge duels» 18:00 uur | Slovenië                          | 2 – 2 | Schotland                                | Stožicestadion, Ljubljana Toeschouwers: 11.123 Scheidsrechter: Jonas Eriksson (SWE) |
| 8 oktober WK-kwalificatie Groep F № 229 «onderlinge duels» 18:00 uur | Roman Bezjak 52' Roman Bezjak 72' |       | 32' Leigh Griffiths 88' Robert Snodgrass | Stožicestadion, Ljubljana Toeschouwers: 11.123 Scheidsrechter: Jonas Eriksson (SWE) |

### 2018
|                                                               |                                                           |       |          |                                                                                           |
| 23 maart Vriendschappelijk № 230 «onderlinge duels» 20:45 uur | Oostenrijk                                                | 3 – 0 | Slovenië | Wörtherseestadion, Klagenfurt Toeschouwers: 18.100 Scheidsrechter: Stephan Klossner (SUI) |
| 23 maart Vriendschappelijk № 230 «onderlinge duels» 20:45 uur | David Alaba 15' Marko Arnautovic 36' Marko Arnautovic 51' |       |          | Wörtherseestadion, Klagenfurt Toeschouwers: 18.100 Scheidsrechter: Stephan Klossner (SUI) |

|                                                               |          |                                       |             |                                                                                |
| 27 maart Vriendschappelijk № 231 «onderlinge duels» 20:15 uur | Slovenië | 0 – 2                                 | Wit-Rusland | Stožicestadion, Ljubljana Toeschouwers: 4.000 Scheidsrechter: Fran Jović (CRO) |
| 27 maart Vriendschappelijk № 231 «onderlinge duels» 20:15 uur |          | 36' Maksim Skavysj 90+4' Anton Saroka |             | Stožicestadion, Ljubljana Toeschouwers: 4.000 Scheidsrechter: Fran Jović (CRO) |

|                                                             |            |                                       |          |                                                                                    |
| 2 juni Vriendschappelijk № 232 «onderlinge duels» 20:15 uur | Montenegro | 0 – 2                                 | Slovenië | Pod Goricomstadion, Podgorica Toeschouwers: 2.944 Scheidsrechter: Igor Pajač (CRO) |
| 2 juni Vriendschappelijk № 232 «onderlinge duels» 20:15 uur |            | 39' (pen.) Roman Bezjak 79' Miha Zajc |          | Pod Goricomstadion, Podgorica Toeschouwers: 2.944 Scheidsrechter: Igor Pajač (CRO) |

|                                                                             |               |       |                                      |                                                                                  |
| 6 september UEFA Nations League Groep C3 № 233 «onderlinge duels» 20:45 uur | Slovenië      | 1 – 2 | Bulgarije                            | Stožicestadion, Ljubljana Toeschouwers: 5.100 Scheidsrechter: Davide Massa (ITA) |
| 6 september UEFA Nations League Groep C3 № 233 «onderlinge duels» 20:45 uur | Miha Zajc 40' |       | 3' Bozhidar Kraev 59' Bozhidar Kraev | Stožicestadion, Ljubljana Toeschouwers: 5.100 Scheidsrechter: Davide Massa (ITA) |

|                                                                             |                                                 |       |                  |                                                                                 |
| 9 september UEFA Nations League Groep C3 № 234 «onderlinge duels» 20:45 uur | Cyprus                                          | 2 – 1 | Slovenië         | GSP-stadion, Nicosia Toeschouwers: 1.115 Scheidsrechter: Andris Treimanis (LVA) |
| 9 september UEFA Nations League Groep C3 № 234 «onderlinge duels» 20:45 uur | Pieros Sotiriou 69' Petar Stojanović 89' (e.d.) |       | 54' Robert Berić | GSP-stadion, Nicosia Toeschouwers: 1.115 Scheidsrechter: Andris Treimanis (LVA) |

|                                                                            |                           |       |          |                                                                                 |
| 13 oktober UEFA Nations League Groep C3 № 235 «onderlinge duels» 18:00 uur | Noorwegen                 | 1 – 0 | Slovenië | Ullevaalstadion, Oslo Toeschouwers: 14.712 Scheidsrechter: Daniel Siebert (GER) |
| 13 oktober UEFA Nations League Groep C3 № 235 «onderlinge duels» 18:00 uur | Ole Kristian Selnæs 45+5' |       |          | Ullevaalstadion, Oslo Toeschouwers: 14.712 Scheidsrechter: Daniel Siebert (GER) |

|                                                                            |                 |       |                    |                                                                                                   |
| 16 oktober UEFA Nations League Groep C3 № 236 «onderlinge duels» 20:45 uur | Slovenië        | 1 – 1 | Cyprus             | Stožicestadion, Ljubljana Toeschouwers: 5.318 Scheidsrechter: Mads-Kristoffer Kristoffersen (DEN) |
| 16 oktober UEFA Nations League Groep C3 № 236 «onderlinge duels» 20:45 uur | Nejc Skubic 83' |       | 37' Fotis Papoulis | Stožicestadion, Ljubljana Toeschouwers: 5.318 Scheidsrechter: Mads-Kristoffer Kristoffersen (DEN) |

|                                                                             |                    |       |                   |                                                                                   |
| 16 november UEFA Nations League Groep C3 № 237 «onderlinge duels» 20:45 uur | Slovenië           | 1 – 1 | Noorwegen         | Stožicestadion, Ljubljana Toeschouwers: 10.254 Scheidsrechter: Ruddy Buquet (FRA) |
| 16 november UEFA Nations League Groep C3 № 237 «onderlinge duels» 20:45 uur | Benjamin Verbič 9' |       | 85' Bjørn Johnsen | Stožicestadion, Ljubljana Toeschouwers: 10.254 Scheidsrechter: Ruddy Buquet (FRA) |

|                                                                             |                  |       |               |                                                                                               |
| 19 november UEFA Nations League Groep C3 № 238 «onderlinge duels» 20:45 uur | Bulgarije        | 1 – 1 | Slovenië      | Vasil Levski Nationaal Stadion, Sofia Toeschouwers: 3.092 Scheidsrechter: Hüseyin Göçek (TUR) |
| 19 november UEFA Nations League Groep C3 № 238 «onderlinge duels» 20:45 uur | Galin Ivanov 68' |       | 75' Miha Zajc | Vasil Levski Nationaal Stadion, Sofia Toeschouwers: 3.092 Scheidsrechter: Hüseyin Göçek (TUR) |

### 2019
|                                                                     |                 |       |                   |                                                                                   |
| 21 maart EK-kwalificatie Groep G № 239 «onderlinge duels» 20:45 uur | Israël          | 1 – 1 | Slovenië          | Sammy Oferstadion, Haifa Toeschouwers: 12.430 Scheidsrechter: Tiago Martins (POR) |
| 21 maart EK-kwalificatie Groep G № 239 «onderlinge duels» 20:45 uur | Eran Zahavi 55' |       | 48' Andraž Šporar | Sammy Oferstadion, Haifa Toeschouwers: 12.430 Scheidsrechter: Tiago Martins (POR) |

|                                                                     |               |       |                 |                                                                                    |
| 24 maart EK-kwalificatie Groep G № 240 «onderlinge duels» 20:45 uur | Slovenië      | 1 – 1 | Noord-Macedonië | Stožicestadion, Ljubljana Toeschouwers: 9.872 Scheidsrechter: Xavier Estrada (ESP) |
| 24 maart EK-kwalificatie Groep G № 240 «onderlinge duels» 20:45 uur | Miha Zajc 34' |       | 47' Enis Bardhi | Stožicestadion, Ljubljana Toeschouwers: 9.872 Scheidsrechter: Xavier Estrada (ESP) |

|                                                                   |                       |       |          |                                                                                            |
| 7 juni EK-kwalificatie Groep G № 241 «onderlinge duels» 20:45 uur | Oostenrijk            | 1 – 0 | Slovenië | Wörtherseestadion, Klagenfurt Toeschouwers: 19.200 Scheidsrechter: Aleksej Koelbakov (BLR) |
| 7 juni EK-kwalificatie Groep G № 241 «onderlinge duels» 20:45 uur | Guido Burgstaller 74' |       |          | Wörtherseestadion, Klagenfurt Toeschouwers: 19.200 Scheidsrechter: Aleksej Koelbakov (BLR) |

|                                                                    |         |                                                                                            |          |                                                                             |
| 10 juni EK-kwalificatie Groep G № 242 «onderlinge duels» 20:45 uur | Letland | 0 – 5                                                                                      | Slovenië | Daugavastadion, Riga Toeschouwers: 4.011 Scheidsrechter: Kevin Clancy (SCO) |
| 10 juni EK-kwalificatie Groep G № 242 «onderlinge duels» 20:45 uur |         | 24' Domen Črnigoj 27' Domen Črnigoj 29' (pen.) Josip Iličić 44' Josip Iličić 47' Miha Zajc |          | Daugavastadion, Riga Toeschouwers: 4.011 Scheidsrechter: Kevin Clancy (SCO) |

|                                                                        |                                    |       |       |                                                                                      |
| 6 september EK-kwalificatie Groep G № 243 «onderlinge duels» 20:45 uur | Slovenië                           | 2 – 0 | Polen | Stožicestadion, Ljubljana Toeschouwers: 15.231 Scheidsrechter: Sergej Karasjov (RUS) |
| 6 september EK-kwalificatie Groep G № 243 «onderlinge duels» 20:45 uur | Aljaž Struna 35' Andraž Šporar 65' |       |       | Stožicestadion, Ljubljana Toeschouwers: 15.231 Scheidsrechter: Sergej Karasjov (RUS) |

|                                                                        |                                                          |       |                                   |                                                                                     |
| 9 september EK-kwalificatie Groep G № 244 «onderlinge duels» 20:45 uur | Slovenië                                                 | 3 – 2 | Israël                            | Stožicestadion, Ljubljana Toeschouwers: 10.669 Scheidsrechter: Anthony Taylor (ENG) |
| 9 september EK-kwalificatie Groep G № 244 «onderlinge duels» 20:45 uur | Benjamin Verbič 43' Roman Bezjak 66' Benjamin Verbič 90' |       | 50' Bibras Natkho 63' Eran Zahavi | Stožicestadion, Ljubljana Toeschouwers: 10.669 Scheidsrechter: Anthony Taylor (ENG) |

|                                                                       |                                 |       |                           |                                                                                     |
| 10 oktober EK-kwalificatie Groep G № 245 «onderlinge duels» 20:45 uur | Noord-Macedonië                 | 2 – 1 | Slovenië                  | Toše Proeskiarena, Skopje Toeschouwers: 16.500 Scheidsrechter: Danny Makkelie (NED) |
| 10 oktober EK-kwalificatie Groep G № 245 «onderlinge duels» 20:45 uur | Eljif Elmas 50' Eljif Elmas 68' |       | 90+5' (pen.) Josip Iličić | Toše Proeskiarena, Skopje Toeschouwers: 16.500 Scheidsrechter: Danny Makkelie (NED) |

|                                                                       |          |                  |            |                                                                                   |
| 13 oktober EK-kwalificatie Groep G № 246 «onderlinge duels» 20:45 uur | Slovenië | 0 – 1            | Oostenrijk | Stožicestadion, Ljubljana Toeschouwers: 15.108 Scheidsrechter: Cüneyt Çakır (TUR) |
| 13 oktober EK-kwalificatie Groep G № 246 «onderlinge duels» 20:45 uur |          | 21' Stefan Posch |            | Stožicestadion, Ljubljana Toeschouwers: 15.108 Scheidsrechter: Cüneyt Çakır (TUR) |

|                                                                        |                           |       |         |                                                                                    |
| 16 november EK-kwalificatie Groep G № 247 «onderlinge duels» 18:00 uur | Slovenië                  | 1 – 0 | Letland | Stožicestadion, Ljubljana Toeschouwers: 11.924 Scheidsrechter: Radu Petrescu (ROU) |
| 16 november EK-kwalificatie Groep G № 247 «onderlinge duels» 18:00 uur | Igors Tarasovs 53' (e.d.) |       |         | Stožicestadion, Ljubljana Toeschouwers: 11.924 Scheidsrechter: Radu Petrescu (ROU) |

|                                                                        |                                                                  |       |                                 |                                                                                       |
| 19 november EK-kwalificatie Groep G № 248 «onderlinge duels» 20:45 uur | Polen                                                            | 3 – 2 | Slovenië                        | Nationaal Stadion, Warschau Toeschouwers: 53.946 Scheidsrechter: Daniel Siebert (GER) |
| 19 november EK-kwalificatie Groep G № 248 «onderlinge duels» 20:45 uur | Sebastian Szymański 3' Robert Lewandowski 54' Jacek Góralski 81' |       | 14' Tim Matavž 61' Josip Iličić | Nationaal Stadion, Warschau Toeschouwers: 53.946 Scheidsrechter: Daniel Siebert (GER) |

NZS · A-internationals · Bondscoaches · Selecties · Statistieken · Sloveens vrouwenelftal · Olympisch elftal · Slovenië U21 · Slovenië U20 · Slovenië U19 · Slovenië U18 · Slovenië U17 · Slovenië U16
1991 – 1999 ·
2000 – 2009 ·
2010 – 2019 ·
2020 − 2029
EK's: 1996 · 
2000 · 
2004 · 
2008 · 
2012 · 
2016 · 
2020 · 
2024
WK's: 1998 · 
2002 · 
2006 · 
2010 · 
2014 · 
2018 ·
2022
1991 · 
1992 · 
1993 · 
1994 · 
1995 · 
1996 · 
1997 · 
1998 · 
1999 · 
2000 · 
2001 · 
2002 · 
2003 · 
2004 · 
2005 · 
2006 · 
2007 · 
2008 · 
2009 · 
2010 · 
2011 · 
2012 · 
2013 · 
2014 · 
2015 · 
2016 · 
2017 · 
2018 ·
2019 ·
2020 ·
2021 ·
2022 ·
2023 ·
2024
Albanië ·
Algerije ·
Argentinië ·
Armenië ·
Australië ·
Azerbeidzjan ·
België ·
Bosnië en Herzegovina ·
Bulgarije ·
Canada ·
China ·
Colombia ·
Cyprus ·
Denemarken ·
Duitsland ·
Engeland ·
Estland ·
Faeröer ·
 Finland ·
Frankrijk ·
Georgië ·
Ghana ·
Gibraltar ·
Griekenland ·
Honduras ·
Hongarije ·
IJsland ·
Israël ·
Italië ·
Ivoorkust ·
Joegoslavië ·
Kazachstan ·
Kosovo ·
Kroatië ·
Letland ·
Litouwen ·
Luxemburg ·
Malta ·
Mexico ·
Moldavië ·
Montenegro ·
Nederland ·
Nieuw-Zeeland ·
Noord-Ierland ·
Noord-Macedonië ·
Noorwegen ·
Oekraïne ·
Oman ·
Oostenrijk ·
Paraguay ·
Polen ·
Portugal ·
Qatar ·
Roemenië ·
Rusland ·
San Marino ·
Saoedi-Arabië ·
Schotland ·
Servië ·
Servië en Montenegro ·
Slowakije ·
Spanje ·
Trinidad en Tobago ·
Tsjechië ·
Tunesië ·
Turkije · 
Uruguay ·
Verenigde Arabische Emiraten ·
Verenigde Staten ·
Wales ·
Wit-Rusland ·
Zuid-Afrika ·
Zweden ·
Zwitserland
Algerije (2010) · 
Engeland (2010) · 
Paraguay (2002) · 
Spanje (2002) · 
Verenigde Staten (2010) · 
Zuid-Afrika (2002)
AFC-zone: Afghanistan · Australië · Bahrein · Bangladesh · Bhutan · Brunei · Cambodja · China · Chinees Taipei · Filipijnen · Guam · Hongkong · India · Indonesië · Iran · Irak · Japan · Jemen · Jordanië · Koeweit · Kirgizië · Laos · Libanon · Macau · Maleisië · Maldiven · Mongolië · Myanmar · Nepal · Noord-Korea · Oezbekistan · Oman · Oost-Timor · Pakistan · Palestina · Qatar · Saoedi-Arabië · Singapore · Sri Lanka · Syrië · Tadjikistan · Thailand · Turkmenistan · Verenigde Arabische Emiraten · Vietnam · Zuid-Korea

CAF-zone: Algerije · Angola · Benin · Botswana · Burkina Faso · Burundi · Centraal-Afrikaanse Republiek · Comoren · Congo-Brazzaville · Congo-Kinshasa · Djibouti · Egypte · Equatoriaal-Guinea · Eritrea · Ethiopië · Gabon · Gambia · Ghana · Guinee · Guinee-Bissau · Ivoorkust · Kaapverdië · Kameroen · Kenia · Lesotho · Liberia · Libië · Madagaskar · Malawi · Mali · Mauritanië · Mauritius · Marokko · Mozambique · Namibië · Niger · Nigeria · Oeganda · Rwanda · Sao Tomé en Principe · Senegal · Seychellen · Sierra Leone · Soedan · Somalië · Swaziland · Tanzania · Togo · Tsjaad · Tunesië · Zambia · Zimbabwe · Zuid-Afrika · Zuid-Soedan 

CONCACAF-zone: Amerikaanse Maagdeneilanden · Anguilla · Antigua en Barbuda · Aruba · Bahama's · Barbados · Belize · Bermuda · Britse Maagdeneilanden · Canada · Kaaimaneilanden · Costa Rica · Cuba · Curaçao · Dominica · Dominicaanse Republiek · El Salvador · Frans Guyana · Grenada · Guadeloupe · Guatemala · Guyana · Haïti · Honduras · Jamaica · Martinique · Mexico · Montserrat · 
Nicaragua · Panama · Puerto Rico · Saint Kitts en Nevis · Saint Lucia · Saint Vincent en de Grenadines · Sint Maarten · Suriname · Trinidad en Tobago · Turks- en Caicoseilanden · Verenigde Staten

CONMEBOL-zone: Argentinië · Bolivia · Brazilië · Chili · Colombia · Ecuador · Paraguay · Peru · Uruguay · Venezuela

OFC-zone: Amerikaans-Samoa · Cookeilanden · Fiji · Nieuw-Caledonië · Nieuw-Zeeland · Papoea-Nieuw-Guinea · Samoa · Salomoneilanden · Tahiti · Tonga · Vanuatu

UEFA-zone: Albanië · Andorra · Armenië · Azerbeidzjan · België · Bosnië en Herzegovina · Bulgarije · Cyprus · Denemarken · Duitsland · Engeland · Estland · Faeröer · Finland · Frankrijk · Georgië · Gibraltar · Griekenland · Hongarije · IJsland · Ierland · Israël · Italië · Kazachstan · Kosovo · Kroatië · Letland · Liechtenstein · Litouwen · Luxemburg · Macedonië · Malta · Moldavië · Montenegro · Nederland · Noord-Ierland · Noorwegen · Oekraïne · Oostenrijk · Polen · Portugal · Roemenië · Rusland · San Marino · Schotland · Servië · Slovenië · Slowakije · Spanje · Tsjechië · Turkije · Wales · Wit-Rusland · Zweden · Zwitserland